# Amnezja organiczna
Amnezja organiczna, amnezja (gr. Ἀμνησία, amnesia) – całkowity lub czasowy zanik pamięci deklaratywnej.
Wyróżnia się 2 typy amnezji:
- Amnezja następcza (amnesia anterograda) – typ amnezji polegający na utracie zdolności zapamiętywania nowych informacji.
- Amnezja wsteczna (amnesia retrograda) – amnezja polegająca na utracie pamięci w odniesieniu do zdarzeń, których dana osoba była świadkiem przed urazem, będącym powodem amnezji. Może wystąpić w postaci psychogennej jako fuga dysocjacyjna.

Czasem wymieniana jest niepamięć środczesna (amnesia congrada). Jest to całkowita niepamięć w trakcie głębokich zaburzeń świadomości. 
Całkowitą lub przejściową amnezję może spowodować uraz głowy (amnezja pourazowa). Amnezja (ostra, nieodwracalna) występuje również w chorobie Alzheimera. Należy również do skutków ubocznych terapii elektrowstrząsowej.
Amnezję wywołuje się w znieczuleniu ogólnym w celu:
- zniesienia czucia i reakcji na ból,
- wyłączenia świadomości aktualnych zdarzeń,
- utraty zapamiętywania aktualnych zdarzeń, często występuje niepamięć wsteczna.

## Klasyfikacja ICD10
| kod ICD10     | nazwa choroby                                                                            |
| ------------- | ---------------------------------------------------------------------------------------- |
| ICD-10: R41   | Inne oznaki i objawy chorobowe dotyczące funkcji poznawania i świadomości                |
| ICD-10: R41.1 | Amnezja następowa                                                                        |
| ICD-10: R41.2 | Amnezja wsteczna                                                                         |
| ICD-10: R41.3 | Amnezje inne                                                                             |
| ICD-10: R41.8 | Inne i nieokreślone oznaki i objawy chorobowe dotyczące funkcji poznawania i świadomości |